# Franz Grashof

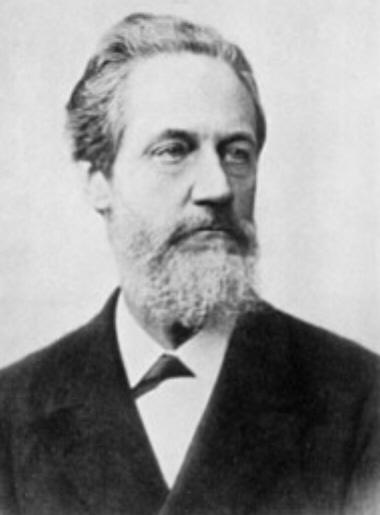
Franz Grashof

Franz Grashof (* 11. Juli 1826 in Düsseldorf; † 26. Oktober 1893 in Karlsruhe) war ein deutscher Maschinenbau-Ingenieur und Hochschullehrer. Er war Professor der theoretischen Maschinenlehre an der Technischen Hochschule Karlsruhe.

## Biografie

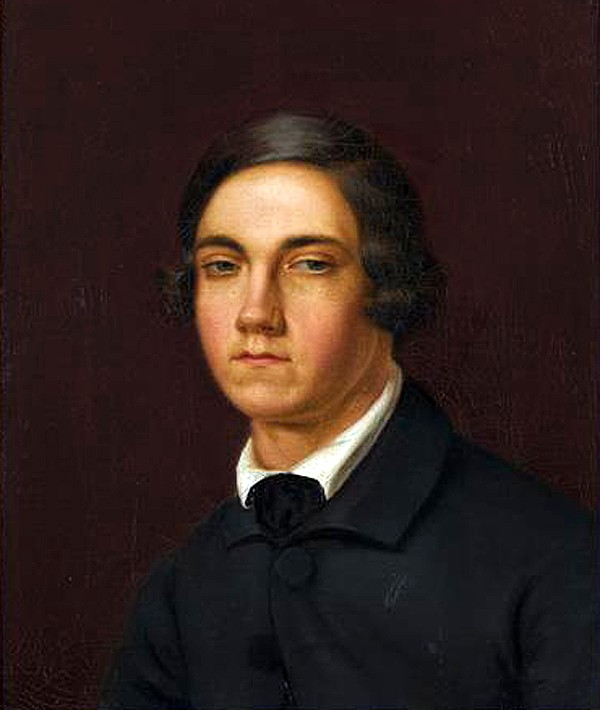
Franz Grashof als Student, gemalt von Adeline Jaeger

Als Sohn von Elisabeth Brüggemann und Karl Grashof, welcher am Königlichen Gymnasium in Düsseldorf „Leben und Kultur der Griechen und Römer“ unterrichtete, besuchte Franz Grashof die Grund- und Realschule in Düsseldorf sowie 1843 die Gewerbeschule in Hagen. Motiviert durch den Aufschwung der Dampfschiffe und der Eisenbahn, begann er seine praktische Tätigkeit in einer Schlosserei. Im Oktober 1844 ging Franz Grashof, ohne eine Abschlussprüfung abgelegt zu haben, von der Schule ab, um am Königlichen Gewerbeinstitut Berlin, einer Industrie- und Gewerbeschule, das Studium zum Hüttenfach zu beginnen. Hierzu studierte er die Fächer Mathematik, Physik und Maschinenbau. Von 1847 bis 1848 unterbrach er sein Studium um einen einjährigen Militärdienst als Freiwilliger beim siebten Jägerbataillon in Düsseldorf abzuleisten. Angespornt durch den Wunsch, dem Vaterland als Seeoffizier zu dienen, heuerte Franz Grashof als einfacher Matrose auf dem Hamburger Segelschiff „Esmeralda“ an. Auf der von März 1849 bis Dezember 1851 andauernden Seereise erkannte er, dass er nicht zum Seemann taugte und dass er anstatt einer praktischen Tätigkeit einen Lehrberuf in technischen Fächern ergreifen sollte. Deshalb führte er 1852 sein Studium in Berlin fort, wobei ihm durch die Hilfe von Nikolaus Druckenmüller, einem Freund der Familie Grashof, welcher Direktor des Königlichen Gewerbeinstituts und vortragender Rat im Handelsministerium in Berlin war, ein schneller Aufstieg gelang. Bereits 1853, während Franz Grashof die oberste Klasse besuchte, wurde er damit beauftragt, eine Vorlesung über angewandte Mechanik zu halten und die Vorlesungsinhalte in einer „Allgemeinen Enzyklopädie der Physik“ auszuarbeiten. 1856 erschienen die ersten Kapitel über „Elastizität und Festigkeit der Bau- und Maschinenmaterialien“ sowie „Anwendungen der Statik auf die Prüfung der Stabilität und Widerstandsfähigkeit von Baukonstruktionen“, welche gleichzeitig die ersten Werke Grashofs darstellten. Im April 1854 schloss er sein Studium mit der Staatsprüfung für Lehrer an den preußischen Provinzialgewerbeschulen ab, um daraufhin sein Lehramt in den Fächern Mathematik und Mechanik am Königlichen Gewerbeinstitut Berlin aufzunehmen. Hierzu entstanden die Vorlesungen „analytische Mechanik“, „Elastizität und Festigkeit“, „Hydraulik“ und „Maschinenmechanik“.
Am 28. Dezember 1854 heiratete er Henriette Nottebohm, bevor ihm am 1. Januar 1855 die Leitung des Königlichen Eichamtes in Berlin als Nebenamt zugesprochen wurde. Im Mai 1856 wirkte Franz Grashof bei der Gründung des Vereins Deutscher Ingenieure mit und wurde zu dessen Direktor. Zudem wurden ihm die Direktion, die Redaktion und die Verwaltung des Archivs der neu entstandenen Zeitschrift des Vereins anvertraut. Sein umfangreiches Einwirken auf diesen Verein und dessen Zeitschrift wurde 1887 durch die Ernennung Franz Grashofs zum Ehrenmitglied gewürdigt, bevor er am 14. Dezember 1890 als Direktor des Vereins Deutscher Ingenieure verabschiedet wurde. In 29 Jahrgängen der Zeitschrift trug er über 42 Abhandlungen bei. 1860 erhielt Franz Grashof von der philosophischen Fakultät der Universität Rostock den Doktorgrad „ehrenhalber“.
Franz Grashof war vom 15. September 1863 bis 1891 als Nachfolger von Ferdinand Redtenbacher Professor der allgemeinen und theoretischen Maschinenlehre am Polytechnikum später Technischen Hochschule Karlsruhe. Er lehrte die Fächer Festigkeitslehre, Hydraulik, Wärmelehre und allgemeiner Maschinenbau, wobei er sich auf die Lehre der Theorie beschränkte und den praktischen Teil an Josef Hart abtrat. Franz Grashof wurde in den Jahren 1867/68, 1868/69, 1872/73, 1882/83 und 1885/86 zum Direktor der Karlsruher Hochschule ernannt und war deshalb von 1877 bis 1889 in der ersten Kammer der badischen Landstände vertreten. Zudem besetzte er den Vorsitz des Naturwissenschaftlichen Vereins in Karlsruhe, welcher ihn nach seinem Ausscheiden zum Ehrenpräsident ernannte. 1877 wurde er in die „Kommission zur Feststellung abgekürzter Bezeichnungen der für das ganze Reich gleichmäßig eingeführten Maße und Gewichte“ berufen.
Er setzte sich zunehmend dafür ein, dass Technische Hochschulen den geisteswissenschaftlichen Universitäten gleichgestellt wurden.
Nachdem er 1881 von der Haupt- und Schriftleitung der Zeitschrift des Vereins Deutscher Ingenieure zurückgetreten war, erlitt Franz Grashof am 28. Dezember 1882 einen ersten Schlaganfall, von welchem er sich gut erholte und seine Tätigkeiten weitgehend fortführen konnte. In den Jahren 1882 bis 1892 war er ständiges Mitglied der Kaiserlichen Normal-Eichungskommission, im Jahr 1887 zudem Mitglied des Kuratoriums der Physikalisch-Technischen Reichsanstalt.
Durch einen weiteren Schlaganfall geschwächt, verstarb Franz Grashof am 26. Oktober 1893.

## Grashofsche Regel
Grashof entdeckte die nach ihm benannte Grashofsche Regel in der Getriebelehre, die besagt, dass bei einem ebenen Gelenkviereck eine kontinuierliche Relativbewegung zwischen zwei benachbarten  Gliedern nur dann möglich ist, wenn die Summe der Längen des kürzesten Gliedes (s) und des längsten Gliedes (l) geringer ist als die Summe der Längen der beiden anderen Glieder (p+q). Nach der Grashofschen Regel kann das kürzeste Glied sich kontinuierlich drehen, wenn gilt:
s+l ≤ p+q.
Diese Ungleichung muss erfüllt sein, damit eines der Glieder relativ zu den anderen eine vollständige Drehung ausführen kann.
Die Grashofsche Regel bestimmt nicht, welches der Glieder fest ist oder in welcher Reihenfolge die Glieder verbunden sind, es kommen jedoch einige Standwechsel (engl. kinematic inversion) zustande, wenn man ein festes Glied auswählt und das Zusammenspiel der Glieder nach ihrer Länge ordnet.

## Ehrungen

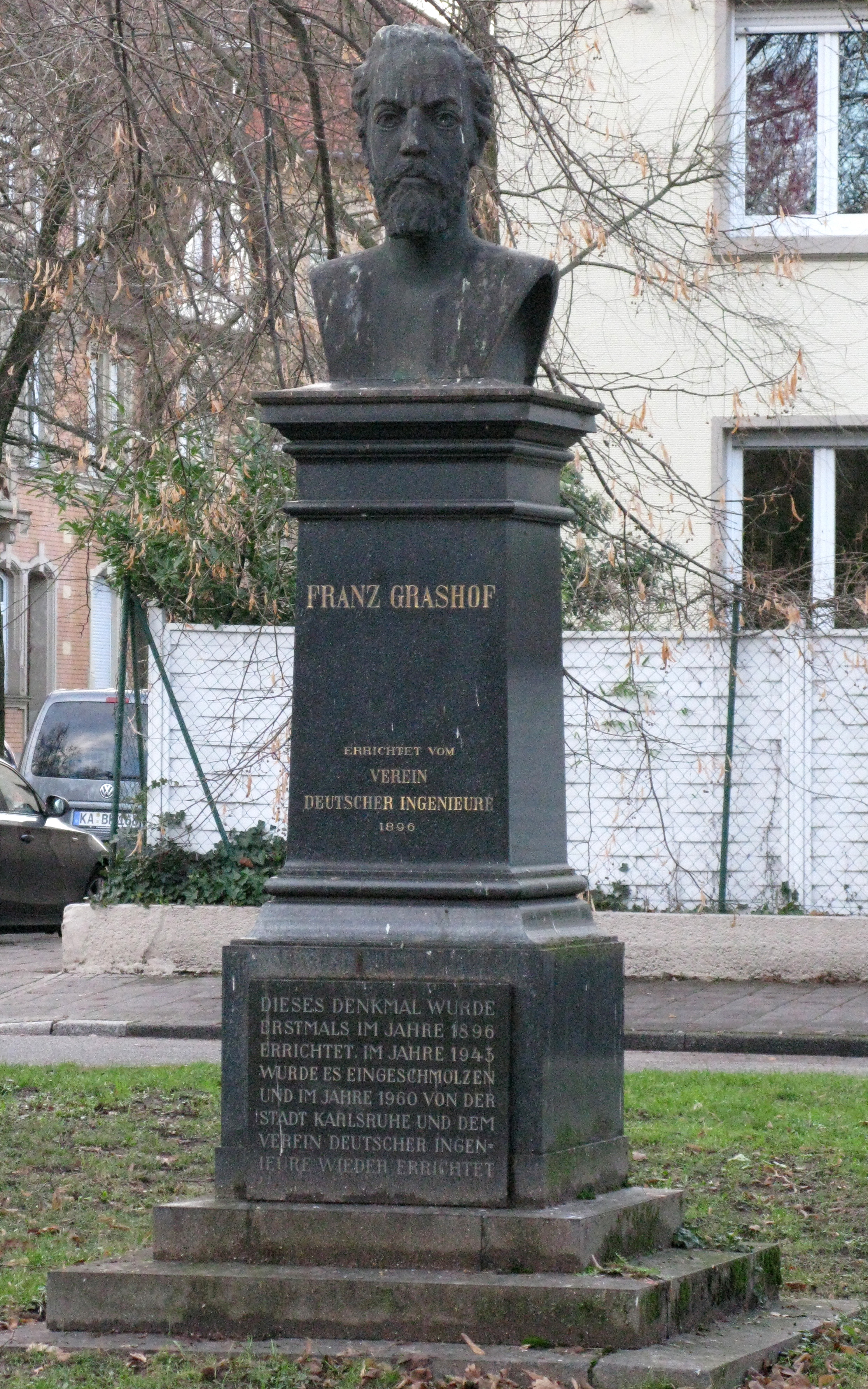
Denkmal in Karlsruhe

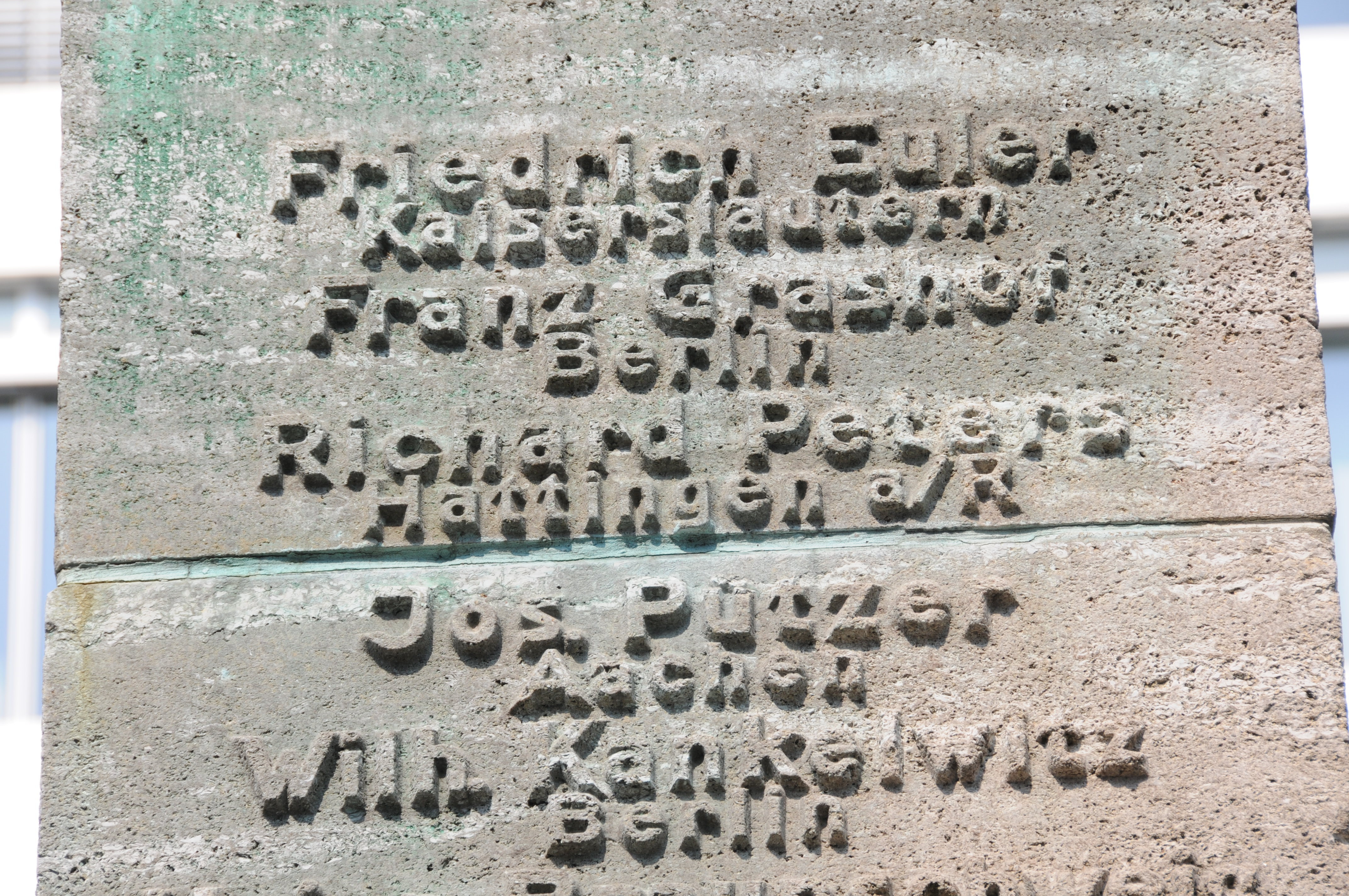
Der Name von Grashof auf der Säule des Denkmals, das zum 75-jährigen Bestehen des VDI errichtet wurde

- Von 1877 bis 1882 und von 1887 bis 1890 war Grashof vom Großherzog ernanntes Mitglied der Ersten Kammer der Badischen Ständeversammlung.[2]
- 1866 wurde ihm der Ehrentitel Hofrat verliehen.
- 1867 erhielt er das Ritterkreuz 1. Klasse des großherzoglich badischen Ordens vom Zähringer Löwen.
- 1874 wurde ihm der Ehrentitel Geheimer Hofrat verliehen.
- 1877 wurde ihm der Titel eines Geheimen Rats zweiter Klasse verliehen.
- 1885 wurde ihm das Kommandeurkreuz 2. Klasse des Ordens vom Zähringer Löwen verliehen.
- 1892 wurde ihm der königlich preußische Kronen-Orden 2. Klasse mit Stern verliehen.
- Er war außerordentliches Ehrenmitglied im Berliner Akademischen Verein Hütte.
- Nach Franz Grashof ist die höchste Ehrung des Vereins Deutscher Ingenieure, die Grashof-Denkmünze, benannt. Sie wurde am 28. August 1894 erstmals an Carl von Bach verliehen. Sie gilt als Auszeichnung für Ingenieure, die hervorragende wissenschaftliche oder berufliche Leistungen auf technischem Gebiet erbracht haben. Ingenieure wie Ferdinand von Zeppelin, Wilhelm Maybach, Carl Bosch und Ferdinand Porsche sind frühe Inhaber der Gedenkmünze. Ein Träger in der jüngeren Vergangenheit ist Rudolf Schulten.
- Das am 26. Oktober 1896 eingeweihte Franz-Grashof-Denkmal in Karlsruhe steht in der Südweststadt an der Beiertheimer Allee.
- 1897, 13. Februar: Am Haus Charlottenstraße 43 in Berlin-Mitte wurde eine vom Bildhauer Karl Friedrich Moest geschaffene bronzene Büste feierlich enthüllt.[3] Dieses Werk wurde 1943 für Rüstungszwecke eingeschmolzen und erst 1960 durch eine neue Büste von Carl Egler (1896–1982) ersetzt.
- Nach Grashof ist eine dimensionslose Kennzahl in der Strömungslehre, die Grashof-Zahl, benannt.
- Nach Grashof ist ein Vordiplom-Preis an der Technischen Hochschule Karlsruhe (seit 2009 Karlsruher Institut für Technologie) benannt. Der Preis wird für die vier besten Noten im Vordiplom der Fachrichtung Maschinenbau verliehen. Der Preis wird von der Firma LuK Gruppe in Bühl gestiftet.
- Die Franz-Grashof-Straßen in Bremen-Neustadt, in Karlsruhe-Weststadt und in Mannheim wurden nach ihm benannt, ebenso die Grashofstraßen in seiner Heimatstadt Düsseldorf und in Essen.
- Das Grashof Gymnasium in Essen trägt seit 1973 seinen Namen.
- Der Grashof-Hörsaal im Karlsruher Institut für Technologie erhielt seinen Namen.
- Das Haus Grashof der Berliner Hochschule für Technik wurde nach ihm benannt.[4]

## Schriften
Grashof war Verfasser grundlegender Lehrbücher des Maschinenbaus und zahlreicher wissenschaftlicher Aufsätze zu den Themen Festigkeitslehre, Hydraulik, Pneumatik, Wärmelehre und Theorie des Maschinenbaus.
- Ueber die der Organisation von polytechnischen Schulen zu Grund zu legenden Principien. In: Zeitschrift des VDI. Band 8, 1864, S. 592–616.

## Belege und Anmerkungen
1. ↑  Ahmed A. Shabana: Einführung in die Mehrkörpersimulation. John Wiley & Sons, 2017, ISBN 978-3-527-67809-9, S. 130 (google.de [abgerufen am 12. Januar 2019]).
2. ↑  Ludwig Bauer, Bernhard Gißler: Die Mitglieder der Ersten Kammer der Badischen Ständeversammlung von 1819 – 1912. Fidelitas, Karlsruhe 1913, S. 94
3. ↑  13. Februar 1907; in: Berlin-Kalender 1987, Hrsg. Luisenstädtischer Bildungsverein, 1997, ISBN 3-89542-089-1, S. 49.
4. ↑  Haus Grashof (C): Berliner Hochschule für Technik Berlin. Abgerufen am 24. April 2025.

| Personendaten    | Personendaten       |
| ---------------- | ------------------- |
| NAME             | Grashof, Franz      |
| KURZBESCHREIBUNG | deutscher Ingenieur |
| GEBURTSDATUM     | 11. Juli 1826       |
| GEBURTSORT       | Düsseldorf          |
| STERBEDATUM      | 26. Oktober 1893    |
| STERBEORT        | Karlsruhe           |